# Steffen Iversen
Steffen Iversen (* 10. November 1976 in Oslo) ist ein ehemaliger norwegischer Fußballspieler. Er ist der Sohn des legendären norwegischen Torjägers Odd Iversen.

## Vereinskarriere
Im Alter von 18 Jahren begann Steffen Iversen bei Rosenborg Trondheim 1995 seine Profikarriere. Bereits in den ersten beiden Saisons konnte er jeweils den Gewinn der Tippeligaen feiern. Nach diesen zwei Spielzeiten verließ er den Verein in Richtung England und heuerte beim Londoner Verein Tottenham Hotspur an. Dort spielte Iversen zwischen 1996 und 2003, hatte jedoch ständig starke Konkurrenz wie z. B. Jürgen Klinsmann oder Teddy Sheringham und kam deshalb nicht immer als Stammspieler zum Einsatz. In der Saison 2003/04 spielte er beim Premier-League-Aufsteiger Wolverhampton Wanderers, die jedoch am Saisonende die Klasse nicht halten konnten. Daraufhin wechselte er wieder zurück in seine norwegische Heimat. Zunächst zum Hauptstadtklub Vålerenga IF, mit denen er 2005 den Meistertitel feiern konnte und dann zu Rosenborg Trondheim, wo selbiges in den Jahren 2006 und 2009 noch einmal gelang.

## Nationalmannschaft
Steffen Iversen wurde nach der Fußball-Weltmeisterschaft 1998 in das Aufgebot der norwegischen Fußballnationalmannschaft berufen. Am 14. Oktober 1998 debütierte der Stürmer beim Spiel gegen Albanien (Endergebnis 2:2) im Ullevaal-Stadion. Seitdem war er Stammspieler und gehörte unter anderem zum Kader bei der EM 2000, wo die Norweger jedoch in der Vorrunde ausschieden, Iversen aber beim ersten Sieg der Norweger gegen Spanien das 1:0-Siegtor und damit bis heute das einzige EM-Tor der Norweger gelang.

## Erfolge
- Norwegischer Meister: 1995, 1996, 2005, 2006 und 2009
- Englischer Ligapokalsieger: 1999